# Cessna Citation M2
Cessna Citation M2 je lahko dvomotorno reaktivno poslovno letalo ameriškega proizvajalca Cessna Aircraft Company iz Wichite, Kansas. Citation M2 je baziran na Model 525 CitationJet (CJ1). M2 je z vzletno težo 10 700 funtov, za okrog 700 funtov (300 kg) težji od zelo lahkih reaktivcev.
Program so začeli leta 1989, M2 pa septembra 2011. M2 je baziran na CJ1 in ima podobno avioniko, potniško kabino, ima pa novejše motorje Williams FJ44. Prvič je poletel 9. marca 2012. M2 ima kantilever krilo, pristajalno podvozje je tipa tricikel, rep je T-konfiguracije.

## Tehnične specifikacije (Citation M2)
Splošne značilnosti
- Posadka: 1-2 (certificiran za IFR s samo enim pilotom)
- Število sedežev: 6 potnikov
- Dolžina: 42,58 ft (12,98 m)
- Razpon kril: 46,59 ft (14,20 m)
- Pogon letala: 2 × Williams FJ44-1AP-21 turbofan

Zmogljivost
- Potovalna hitrost: 460 mph; 741 km/h (400 kn)
- Doseg: 1.496 mi; 2.408 km (1.300 nmi)
- Višina leta (servisna): 41.000 ft (12.497 m)

Letalska elektronika

- Garmin G3000 system